# 桑布埃斯
桑布埃斯（法語：Sembouès，法語發音：[sɛ̃bwɛs]）是法国热尔省的一个市镇，属于米朗德区。该市镇总面积2.65平方公里，2009年时的人口为65人。

## 人口
桑布埃斯人口变化图示